# Blinde vink

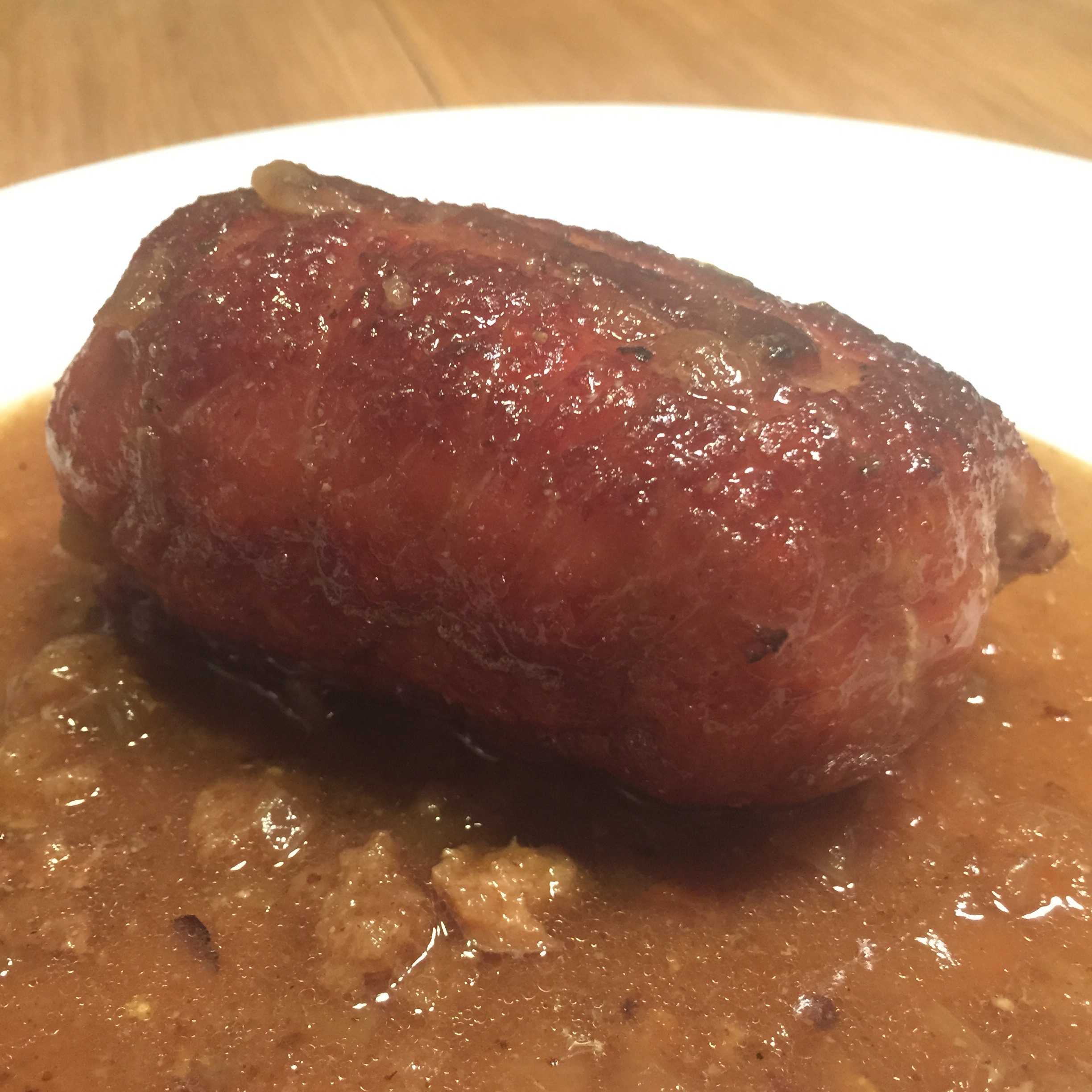
Blinde vink

Blinde vink is een Nederlands en Belgisch gerecht, gemaakt van gekruid gehakt omwikkeld met een dun lapje vlees (bijvoorbeeld kalfsvlees of hamlap). Een bijzondere vorm van de blinde vink is de slavink waarbij het gehakt met spek wordt omwikkeld.
Het recept bestond al in de achttiende eeuw in de Provence waar men sprak over alouettes sans tête ("leeuweriken zonder kop"). In Frankrijk is dit gerecht over het algemeen bekend onder de naam Paupiette.
In het Franstalige deel van België wordt blindevink oiseau sans tête genoemd en in verschillende regio's in Vlaanderen vogel(tje) zonder kop en loze vink.
De blinde vink wordt gebraden en in het algemeen gegeten in een avondmaaltijd met aardappelen en groente, waarbij (een deel van) het vet waarin het vlees gebraden is over de aardappelen gegoten wordt.
De blinde vink is een van de eerste door de Nederlandse slagers voorbereide combinatieproducten met vlees en nog altijd in trek.

## Trivia
In Nederland wordt "blinde vink" soms als scheldwoord gebruikt, of als woord voor iemand die iets niet ziet of niet kan vinden, bijvoorbeeld in de Rotterdamse haven wordt een persoon die iets niet kan vinden betiteld als een "blinde vink".